# 世界无烟日

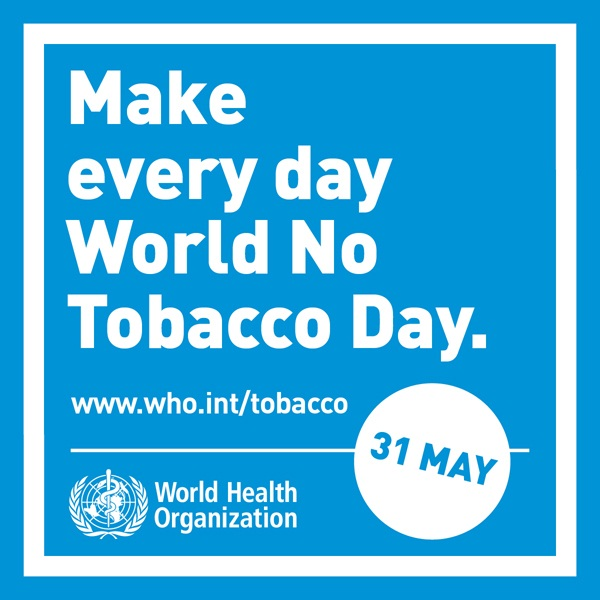

禁烟标志

世界无烟日（英語：World No Tobacco Day，或译世界无烟草日），是世界衛生組織在1987年倡議並於1988年正式創立的，现在每年的5月31日就是世界无烟日。
第一個世界无烟日是1988年4月7日。世界无烟日的意義是宣揚不吸煙的理念。而每年皆會有一個中心主題，表示一個在該年在關於烟草和不吸煙方面特別值得關注的話題。世界各地都會為響應而在當日舉辦不同類型的宣傳活動。
世界衛生組織(簡稱WHO)將每年5月31日訂為世界無菸日，2023年主題為「我們需要的是食物，而不是菸品(We need taco, not tobacco)」，倡議主軸為「種植糧食，而非菸草(Grow food, not tobacco)」